# Louis-Claude Bourdelin
Pour les articles homonymes, voir Bourdelin.
Louis-Claude Bourdelin, né le 8 octobre 1696 et mort le 13 septembre 1777, est un médecin et chimiste français.

## Biographie
Louis-Claude Bourdelin est le fils de Claude Bourdelin (1667-1711) et petit-fils de Claude Bourdelin (1621-1699), tous deux membres de l'Académie des sciences.
Il est adjoint-chimiste de l'Académie royale des sciences en 1727, associé chimiste en 1731 et pensionnaire chimiste en 1752. Il est également membre de l'Académie royale des sciences de Prusse et de l'académie Léopoldine.

## Famille
- Claude Bourdelin (1621-1699), médecin, membre de l'Académie royale des sciences en 1666, académicien chimiste en 1666, pensionnaire chimiste, premier titulaire nommé par Louis XIV le 28 janvier 1699[2], marié à Madeleine de La Motte :
  - Claude Bourdelin (1667-1711), reçu docteur en médecine de la Faculté de Paris en 1692, associé anatomiste de l'Académie royale des sciences en 1699, premier médecin de Madame la duchesse de Bourgogne en 1703, son premier médecin en 1708, nommé associé botaniste de l'Académie en 1708[3]. Il s'est marié avec Françoise Claire Mercier[4] en 1692, fille de Louis Mercier, bourgeois de Paris et de Geneviève Guidé :
    - Louis-Claude Bourdelin (1696-1777), docteur en médecine de la Faculté de Paris en 1720, membre de l'Académie royale des sciences en 1726, chimiste[5]. Professeur au Jardin du roi en 1743, médecin des filles de Louis XV en 1761. Il s'est marié à Madeleine Dubois en 1719 (décédée en 1762).
    - Henri François Bourdelin (1709-1750), sieur de Rumilly, docteur de médecine en 1733, régent de la Faculté de médecine de Paris. Il s'est marié à Marie-Madeleine Quignon[6] :
      - Louis-Henri Bourdelin (1743-1775)[7], reçu docteur en médecine de la Faculté de Paris le 23 août 1768, et mort phtisique à Amiens[8].
      - Adélaïde-Madeleine Bourdelin (1746-1825), mariée en 1765 avec Adrien Christophe Bellot de Busy (mort en 1789), contrôleur général de l'extraordinaire des guerres, remariée à François-Xavier Aubery qui a dilapidé la fortune de sa femme.
        - Adrien-Louis Bellot de Busy ;
        - Florent-Joseph Bellot de Busy (1768-1834), médecin chef des armées :
          - Adrien Joseph Bellot de Busy (1798-1871), comte de Busy

  - François Bourdelin (1668-1717), interprète du ministère des Affaires étrangères, membre de l'Académie royale des inscriptions et belles-lettres en 1701. Après la mort de son frère, il a acheté la terre du Rumilly, près de Paris et s'est marié avec Anne Françoise Brion :
    - Albert-François Bourdelin (1716- ), mestre de camp de cavalerie.